# Atletica leggera ai Giochi della VII Olimpiade - 1500 metri piani

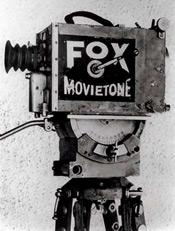
Albert Hill, la doppietta olimpica (durata: 1'04".)

La competizione dei 1500 metri piani di atletica leggera ai Giochi della VII Olimpiade si tenne i giorni 18 e 19 agosto 1920 allo Stadio Olimpico di Anversa.

## L'eccellenza mondiale
| Primatista mondiale ed europeo: 1917 | 3'54"7 | John Zander    | Assente  |
| Record olimpico: 1912                | 3'56"8 | Arnold Jackson | Ritirato |
| Primatista stagionale                | 3'59"3 | Sven Lundgren  | Presente |

1. ↑  Fino al 14 agosto.

Gli statunitensi non hanno tempi di livello mondiale poiché in patria corrono sulla distanza del miglio.

## Risultati

### Turni eliminatori
| 4 Batterie | 18 agosto | 29 iscritti    | Si qualificano i primi 3. |
| Finale     | 19 agosto | 13 concorrenti |                           |

### Batterie
(Tra parententesi i tempi stimati)
| Pos. | Atleta            | Nazione        | Tempo    |
| ---- | ----------------- | -------------- | -------- |
| 1    | Václav Vohralík   | Cecoslovacchia | 4'02"2   |
| 2    | Albert Hill       | Gran Bretagna  | (4'03"3) |
| 3    | André Audinet     | Francia        | (4'03"7) |
| 4    | Edvin Wide        | Svezia         | (4'03"8) |
| 5    | Edward Lawrence   | Canada         | (4'03"9) |
| 6    | Carlo Martinenghi | Italia         | n/d      |
| -    | Lucien Bangels    | Belgio         | r        |
| -    | Edward Curtis     | Stati Uniti    | r        |

| Pos. | Atleta              | Nazione       | Tempo    |
| ---- | ------------------- | ------------- | -------- |
| 1    | Sven Lundgren       | Svezia        | 4'07"0   |
| 2    | Duncan McPhee       | Gran Bretagna | (4'07"2) |
| 3    | Lawrence Shields    | Stati Uniti   | (4'07"4) |
| 4    | Armand Burtin       | Francia       | (4'07"7) |
| 5    | Eivind Rasmussen    | Norvegia      | (4'08"2) |
| 6    | Tommy Town          | Canada        | n/d      |
| 7    | Giuseppe Bonini     | Italia        | n/d      |
| 8    | Théophile Roeckaert | Belgio        | n/d      |

| Pos. | Atleta              | Nazione     | Tempo    |
| ---- | ------------------- | ----------- | -------- |
| 1    | John Zander         | Svezia      | 4'08"1   |
| 2    | Arturo Porro        | Italia      | (4'09"0) |
| 3    | James Connolly      | Stati Uniti | (4'09"3) |
| 4    | Maurice de Conninck | Francia     | (4'09"8) |
| 5    | Léoncé Oleffe       | Belgio      | (4'11"5) |

| Pos. | Atleta             | Nazione       | Tempo    |
| ---- | ------------------ | ------------- | -------- |
| 1    | Joie Ray           | Stati Uniti   | 4'13"4   |
| 2    | Philip Noel-Baker  | Gran Bretagna | (4'14"3) |
| 3    | Léon Fourneau      | Belgio        | (4'14"8) |
| 4    | Fritz Kiölling     | Svezia        | (4'14"8) |
| 5    | René Leray         | Francia       | (4'15"0) |
| 6    | Saburo Hasumi      | Giappone      | n/d      |
| -    | Johannes Villemson | Estonia       | dq       |
| -    | Juan Muguerza      | Spagna        | r        |

### Finale
L'inglese Hill ha vinto l'oro negli 800 due giorni prima, quindi tutti gli occhi sono puntati su di lui. Conduce la gara insieme all'altro inglese Noel-Baker, che svolge il ruolo di gregario e lo difende dagli attacchi dei rivali; i due arrivano insieme al traguardo davanti a tutti.
È ufficializzato solo il tempo del primo classificato.
| Pos.    | Atleta            | Età | Nazione        | Tempo ufficiale | Tempo ufficioso |
| ------- | ----------------- | --- | -------------- | --------------- | --------------- |
| Oro     | Albert Hill       | 31  | Gran Bretagna  | 4'01"8          |                 |
| Argento | Philip Noel-Baker | 31  | Gran Bretagna  |                 | 4'02"3          |
| Bronzo  | Lawrence Shields  | 25  | Stati Uniti    |                 | 4'03"0          |
| 4       | Václav Vohralík   | 28  | Cecoslovacchia |                 | 4'04"6          |
| 5       | Sven Lundgren     | 19  | Svezia         |                 | 4'06"3          |
| 6       | André Audinet     | 22  | Francia        |                 | 4'06"4          |
| 7       | Arturo Porro      | 31  | Italia         |                 | 4'06"6          |
| 8       | Joie Ray          | 26  | Stati Uniti    |                 | 4'10"0          |
| 9       | Léon Fourneau     | 20  | Belgio         |                 | 4'10"3          |
| 10      | René Leray        | 19  | Francia        | n/d             | n/d             |
| -       | Duncan McPhee     | 28  | Gran Bretagna  | r               | r               |
| -       | James Connolly    | 20  | Stati Uniti    | r               | r               |
| -       | John Zander       | 30  | Svezia         | r               | r               |

Hill fa doppietta con gli 800 all'età matura di 31 anni. Un rammarico pesa sulla sua carriera, perché si è visto rubare i suoi anni migliori dalla guerra.

Oggi Philip Noel-Baker è ricordato soprattutto come vincitore del Premio Nobel per la Pace (1959).